# Amina Alaoui
Amina Alaoui (àrab: أمينة العلوي, Amīna al-ʿAlawī) (Fes, Marroc, 1964) és una intèrpret amaziga de música clàssica andalusina. Canta en àrab, persa clàssic, haketia, castellà i portuguès.
Alaoui va néixer el 1964 en una família aristocràtica a Fes, Marroc. Als sis anys va començar a aprendre música clàssica andalusina en el seu propi entorn familiar. Va aprendre a tocar el piano i va ser iniciada en la música clàssica europea pel director Mohamed Abou Drar. Amina també va estudiar al conservatori de Rabat del 1979 al 1981 amb Ahmed Aydoun i Mohammed Ouassini i va estudiar dansa moderna amb Marie-Odile Loakira i dansa clàssica amb Vera Likatchova.
Amina Alaoui va estudiar l'escola al Lycée Descartes, a Rabat, i va estudiar filologia espanyola i àrab a la Universitat de Madrid i la Universitat de Granada.

## Discografia
- Gharnati:Musique arabo-andalouse du Maroc (1995)
- Alcántara (1998)
- Gharnati: En Concert (2009)
- Siwan (ECM, 2009) with Jon Balke
- Arco Iris (2011, ECM)

### Col·laboracions
- Lluís Llach: Un Pont de Mar Blava (1993)[3]
- Rachid Taha: Diwan (1998)
- Music From The Heart of the World: Sounds True Anthology (2000)
- Women's Sacred Chants (2003)
- Rachid Taha: Diwan Live in Concert (2005)